# Polokřídlí
Polokřídlí (Hemiptera) je skupina hmyzu. Společným znakem je bodavě-sací ústní ústrojí přizpůsobené k sání rostlinných a živočišných šťáv a tekutin. Velikost tohoto hmyzu se pohybuje od 1 mm do 15 cm. Druhy se velmi liší tvarem, barvou a životním stylem.
Řád polokřídlí má více než 100 000 druhů, nejpočetnější jsou ploštice (asi 82 000) a křísi (asi 30 000). Encyclopedia of Entomology z roku 2008 uvádí, že z celého řádu je popsáno 82 000 druhů a odhadovaný celkový počet druhů na celém světě dosahuje 200 000. Z toho asi 8000 druhů žije v Evropě.

## Znaky
Určujícím znakem polokřídlých jsou kusadla přeměněná na bodavě-sací ústrojí, které dovede probodnout tkáně (obvykle rostlinné) a sát tekutiny.
Název „Hemiptera“ je z řeckého „hemi“ (půl) a „pteron“ (křídlo) a odkazuje na první pár křídel zvaný polokrovky, z poloviny pevný jako krovky brouků a z poloviny blanitý. Druhý pár křídel je blanitý. Polokrovky se vyskytují u ploštic, ostatní taxony mají dva páry zcela blanitých křídel. Hmyz skládá křídla na zadeček buď na plocho (např. ploštice), nebo střechovitě (např. křísi).
Tykadla polokřídlých mají obvykle pět článků a mohou být i značně dlouhá. Chodidla nohou mají nejvýše tři články.
Ačkoli polokřídlí jsou značně různorodým řádem, jejich ústní ústrojí je výrazným rozlišovacím znakem. Jediné další řády s podobně upraveným ústním ústrojím jsou třásnokřídlí (Thysanoptera) a některé vši (Phthiraptera). Jejich zástupce lze však s ohledem na jejich další znaky snadno odlišit od polokřídlých.
Pěnodějky patří k nejlepším skokanům v živočišné říši, při vlastní velikosti několika milimetrů dokážou vyskočit až kolem 70 cm vysoko.

## Systém
Za posledních 20 let doznala taxonomie tohoto řádu velkých změn. Zde je aktuální verze.
- ploštice (Heteroptera)
  - infrařád Cimicomorpha
  - infrařád Dispsocoromorpha
  - infrařád Enicocephalomorpha
  - infrařád Gerromorpha
  - infrařád Leptopodomorpha
  - infrařád Nepomorpha
  - infrařád Pentatomorpha
- mšicosaví (Sternorrhyncha)
  - nadčeleď červci Coccoidea
  - nadčeleď mery Psylloidea
  - nadčeleď mšice Aphidoidea
  - nadčeleď molice Aleyrodoidea
  - nadčeleď Phylloxeroidea
- křísi (Auchenorrhyncha)
  - infrařád cikády Cicadomorpha
  - infrařád svítilky Fulgoromorpha
- (Coleorrhyncha)